# إبراهيم الراشد
إبراهيم الراشد (1945 - 2003) مذيع سعودي مشهور ولد في قرية البير بالقرب من ثادق، المملكة العربية السعودية.

## نبذة عنه
اسمه: إبراهيم بن عبد العزيز بن إبراهيم الراشد. ويرجع نسبه إلى آل يحيى.. البدارين من قبيلة الدواسر. والده عبد العزيز كان أميراً لآل يحيى البدارين في بلدة البير.

## حياته
درس الهندسة الميكانيكية في إيطاليا وتخرج مهندساً عام 1964 ليدرسها بالمعهد الفني
بالرياض، وتزامن عمله في المعهد مع انضمامه إلى فريق التلفزيون السعودي معدًا ومقدمًا ومعلقًا على مباريات المصارعة الحرة، وظل ملتزمًا بهذا التخصص حتى أصبح من أشهر المعلقين على
مباريات المصارعات الحرة.
قدم خلال مسيرته التعليقية عددًا من البرامج التلفزيونية منها: الطبيعة العذراء، العالم الفطري، اعرف سيارتك، والمصارعة الحرة والملاكمة وعرف بأسلوبه الخاص بالتعليق على المصارعة مما جعل نجاح البرنامج مقترنًا به طوال ما يقرب من ثلاثين عامًا حتى أعلن اعتزال التعليق عام 1998 وعمل في إدارة الشركة السعودية للصناعات الأساسية «سابك» واستمر في سابك حتى تقاعد.
أتقن التحدث بأربع لغات أجنبية هي: الإنجليزية، الفرنسية، الألمانية، والإيطالية الأمر الذي هيأه مترجمًا في عدد من البرامج المباشرة والندوات والمحاضرات.

## مرضه
تعرض في سنواته الأخيرة لأزمات صحية حيث عانى من مرض السكري إضافة إلى ذبحة صدرية مزمنة اشتدت عليه خلال تمتعه بإجازته في سوريا برفقة عائلته وقد اضطر على أثرها للبقاء في العناية المركزة وأجريت له عملية سحب السوائل من التجويف الصدري وبقي في المستشفى بضعة أيام يصارع فيها المرض حتى توفي بعدها في عام 2003.
ولإبراهيم ابنان (أسامه وعبد العزيز) وابنتان (نورة ووفاء). له من الإخوة أربعة محمد، وسليمان، وصالح، وسعد وله شقيقتان.